# Archäologie

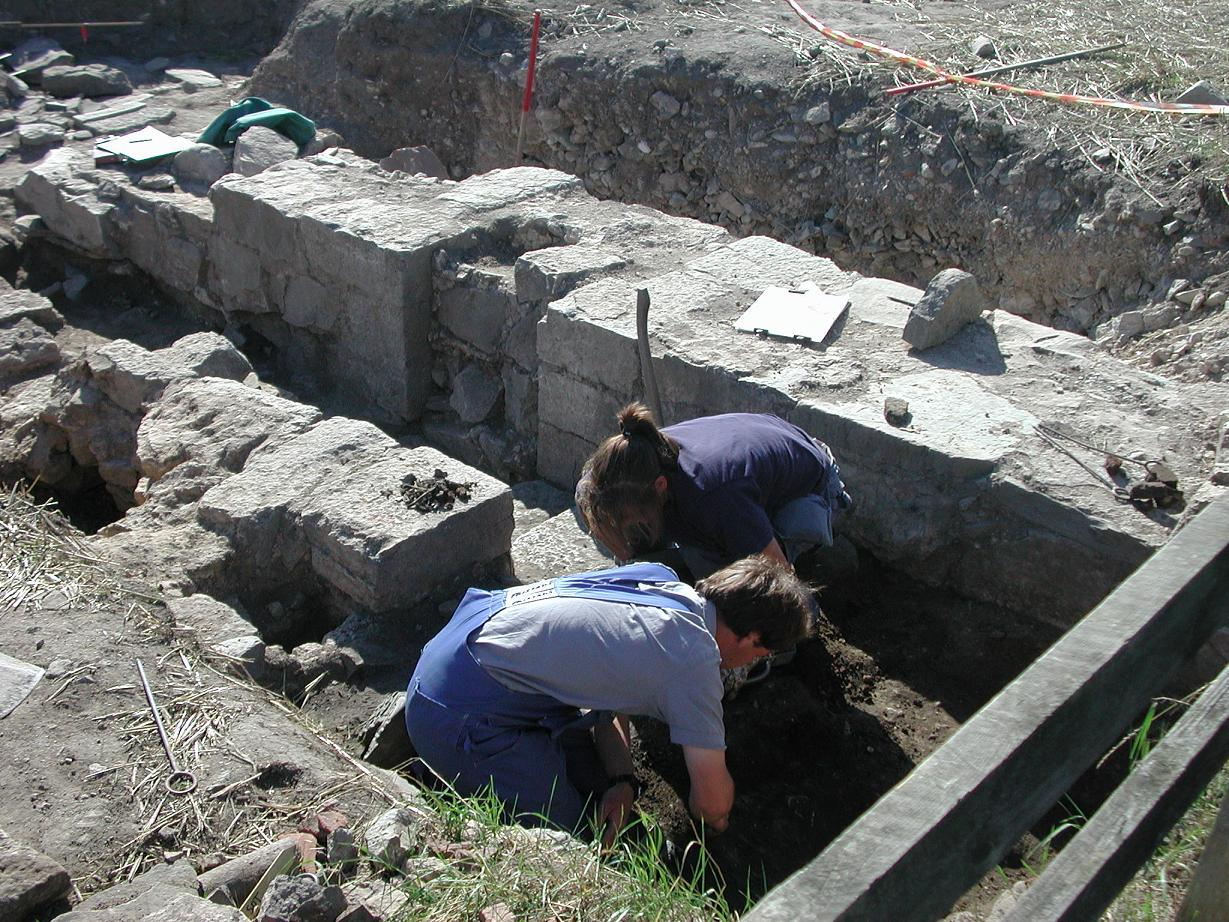
Ausgrabung eines Bodendenkmals (In-situ-Archäologie)

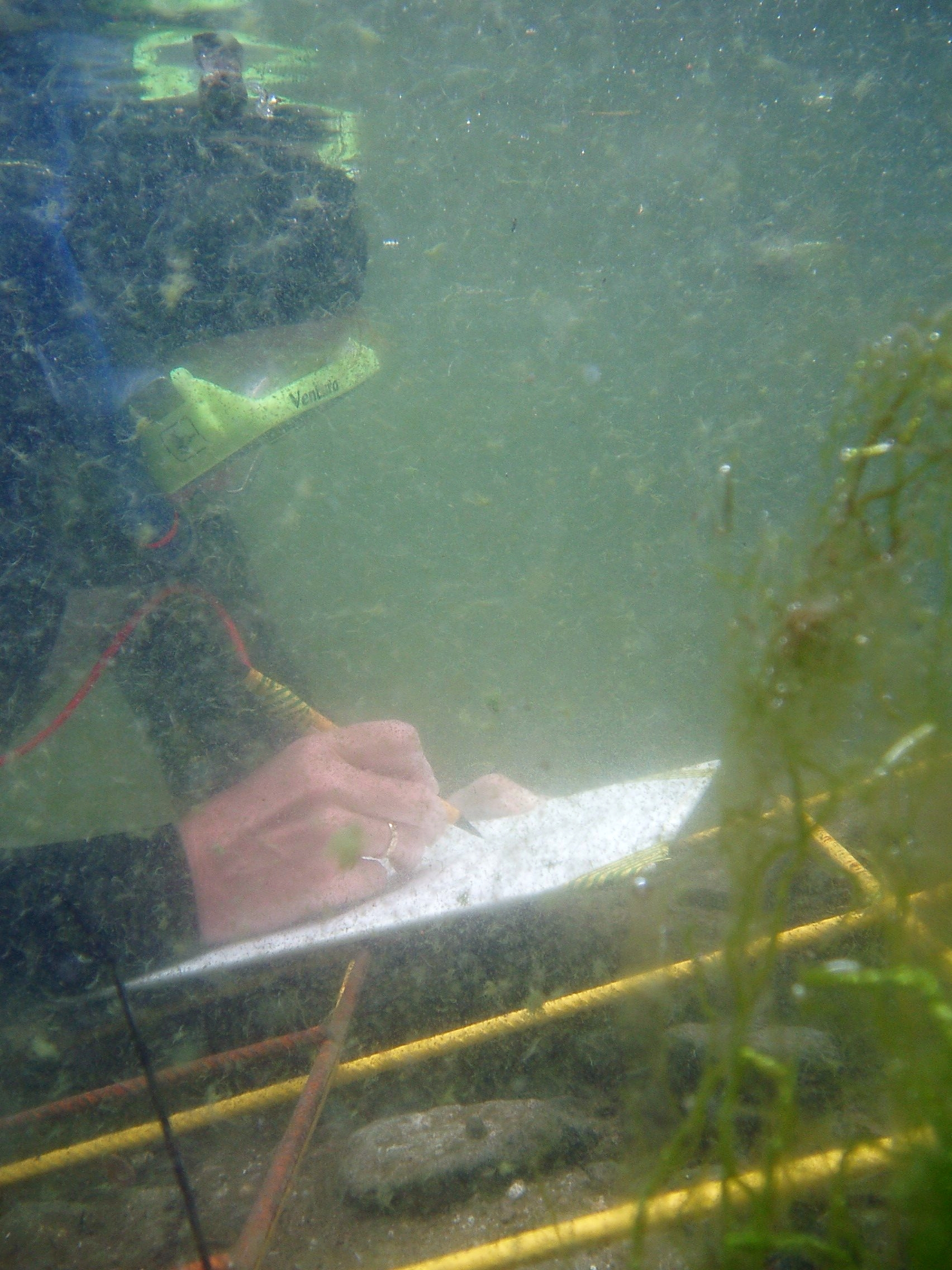
Funddokumentation in der Unterwasserarchäologie

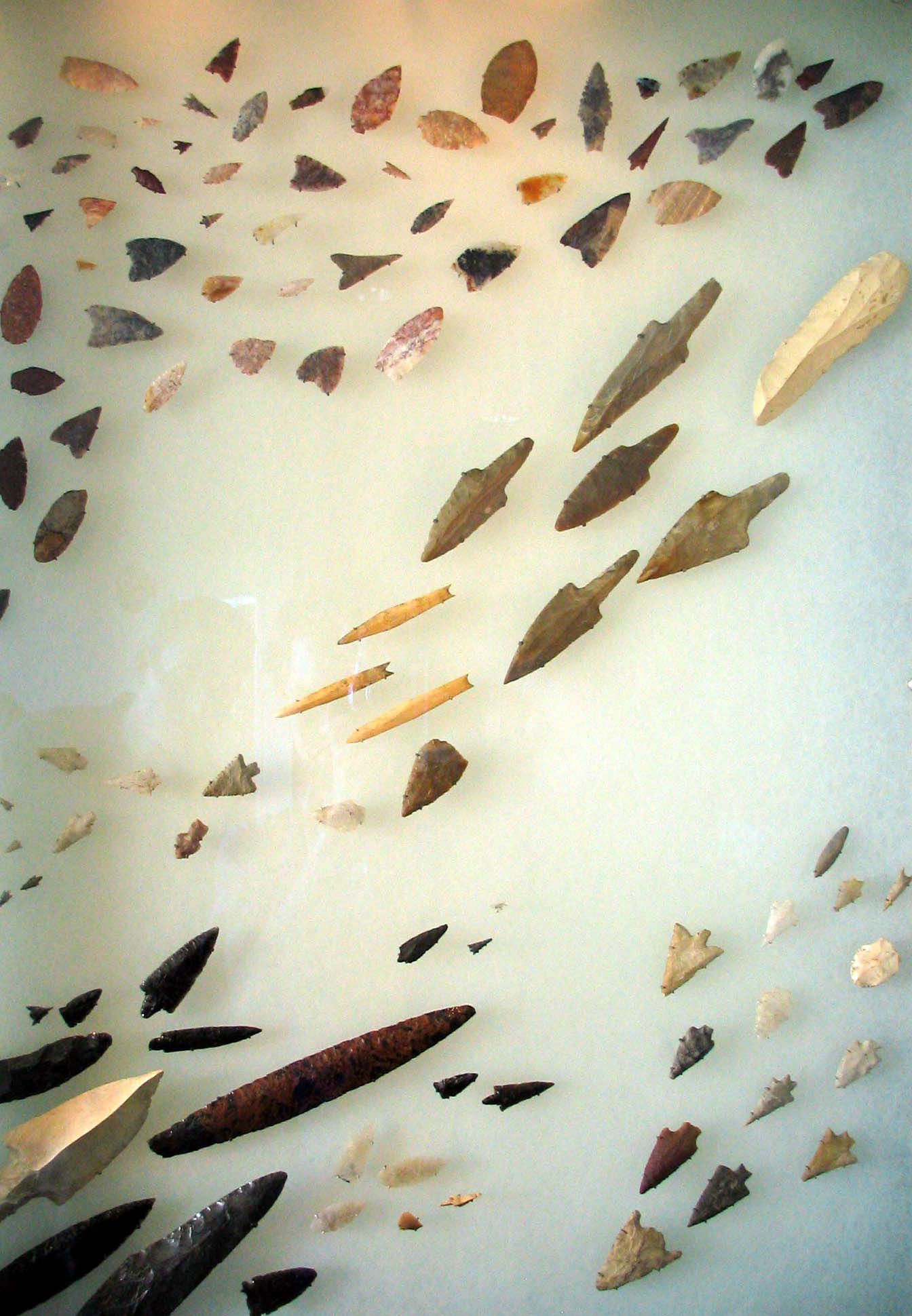
Fundobjekte werden ausgewertet und klassifiziert

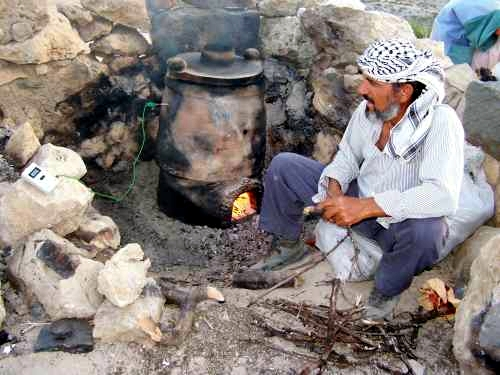
Experimentelle Archäologie: Archäologische Deutungen werden in einer rekonstruierten Situation überprüft

Die Archäologie (von altgriechisch ἀρχαῖος archaios, deutsch ‚alt‘ und λόγος lógos ‚Lehre‘; wörtlich also „Lehre von den Altertümern“) ist eine Wissenschaft, die mit naturwissenschaftlichen und geisteswissenschaftlichen Methoden die kulturelle Entwicklung der Menschheit erforscht. Sie hat sich weltweit zu einem Verbund unterschiedlichster theoretischer und praktischer Fachrichtungen entwickelt.
Die Archäologie befasst sich mit materiellen Hinterlassenschaften des Menschen, wie etwa Gebäuden, Werkzeugen und Kunstwerken. Sie umfasst einen Zeitraum von den ersten Steinwerkzeugen vor etwa 2,5 Millionen Jahren bis in die nähere Gegenwart. Aufgrund neuer Funde in Afrika, die etwa 3,3 Millionen Jahre alt sind, wird auch ein deutlich früherer Beginn der Werkzeugherstellung in Betracht gezogen. Materielle Hinterlassenschaften der jüngsten Geschichte (beispielsweise Konzentrationslager und Bunkerlinien aus dem Zweiten Weltkrieg) werden heute ebenfalls mit archäologischen Methoden ausgewertet, auch wenn dieser Ansatz einer „zeitgeschichtlichen“ Archäologie fachintern umstritten ist.
Obwohl die Archäologie eine verhältnismäßig junge Wissenschaft ist, ist es kaum mehr möglich, alle Zeiträume zu überblicken, so dass sich verschiedene Fachrichtungen herausbildeten. Dabei können die Epochen regional unterschiedlich datiert sein, teilweise sind sie nicht überall dokumentierbar. Neben der Orientierung an Epochen (zum Beispiel Mittelalterarchäologie) oder Regionen (zum Beispiel Vorderasiatische Archäologie) gibt es auch die Spezialisierung auf bestimmte Themengebiete (zum Beispiel Christliche Archäologie, Rechtsarchäologie, Industriearchäologie).
Die Archäologie untersucht Quellen unterschiedlicher Art. In der Vor- und Frühgeschichte hat man es hauptsächlich mit materieller Kultur zu tun, in der Frühgeschichte wird auch auf Schriftquellen zurückgegriffen. Diese stehen für Archäologen im Gegensatz zu Wissenschaftlern anderer Teildisziplinen der Geschichtswissenschaft jedoch nicht im Mittelpunkt.
Auch Erkenntnisse zur Klima- und Umweltgeschichte, zur Ernährung oder zur Datierung von Funden tragen zur Rekonstruktion vergangener Kulturen bei.

## Forschungsgeschichte

### Anfänge der Altertumsforschung in Europa

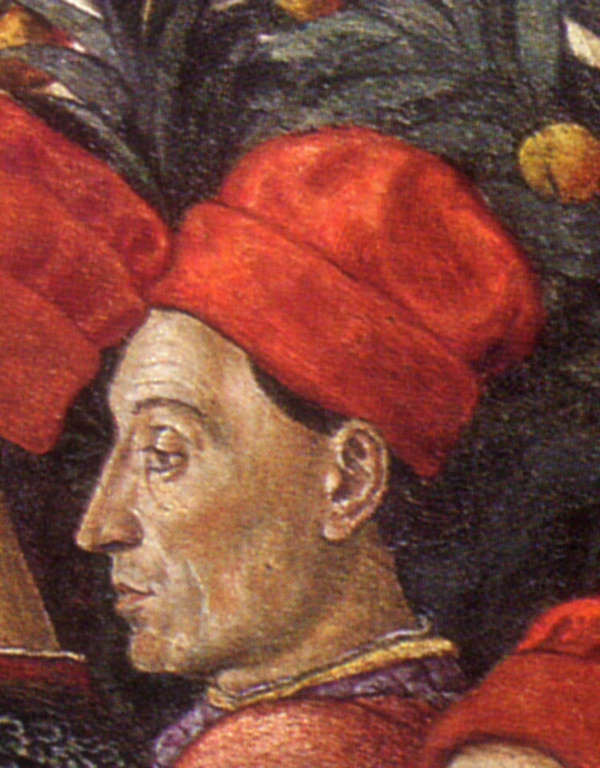
Cyriacus von Ancona auf einem Fresko von 1459 (Benozzo Gozzoli)

In Europa entwickelte sich die Archäologie um 1450, weil man Zeugnisse für die in den Quellen der Antike geschilderten Ereignisse finden wollte. Cyriacus von Ancona (* um 1391; † um 1455), ein italienischer Kaufmann und Humanist, gilt als einer der Gründungsväter der modernen Klassischen Archäologie. Er reiste durch Griechenland und das gesamte östliche Mittelmeer, um seine Funde an antiken Gebäuden, Statuen und Inschriften festzuhalten, darunter archäologische Überreste, die seiner Zeit noch unbekannt waren: der Parthenon, Delphi, die ägyptischen Pyramiden, die Hieroglyphen. Er notierte seine archäologischen Entdeckungen in seinem Tagebuch: Commentaria (in sechs Bänden).
Die in der Renaissance einsetzende Wiedergeburt klassisch-antiker Gelehrsamkeit führte im 15. und 16. Jahrhundert zu einem gesteigerten Interesse an griechischen und römischen Altertümern und zu einer Welle der Sammelleidenschaft bezüglich antiker Kunstgegenstände. Doch auch weniger reisefreudige Gelehrte begannen, sich für die vorhandenen Zeugnisse vergangener Zeiten zu interessieren.
Ab Mitte des 16. Jahrhunderts trat an die Stelle der Sammelleidenschaft die akribische Erfassung der Denkmäler. In dieser Zeit wurden zahlreiche Enzyklopädien und Kataloge veröffentlicht, im späten 16. Jahrhundert vielfach mit Kupferstichen und Holzschnitten illustriert. In England veröffentlichte William Camden (1551–1632) im Jahre 1586 seine Britannia, einen Katalog der sichtbaren Altertümer. Bemerkenswert ist, dass er bereits Bewuchsmerkmale in Kornfeldern bemerkte und als solche interpretierte.
Michele Mercati (1541–1593) gilt als der erste europäische Gelehrte, der Steinwerkzeuge als solche einstufte; sein Werk wurde jedoch erst 1717 veröffentlicht. Trotz großer Popularität hatte die Archäologie als Wissenschaft noch keinen Stellenwert, denn es herrschte die Ansicht vor, dass ausschließlich historische Quellen und die Bibel zur Interpretation der Vergangenheit geeignet seien. So galt es noch lange als ein Faktum, dass – wie James Ussher aus der Bibel ableitete – die Menschheit im Oktober 4004 v. Chr. entstand. 1655 wagte es Isaac de La Peyrère, die sogenannten Donnerkeile (Steinzeitartefakte) Menschen zuzuordnen, die vor Adam lebten (Präadamiten-Hypothese). Nach einer Intervention der Inquisition widerrief er seine Theorie.

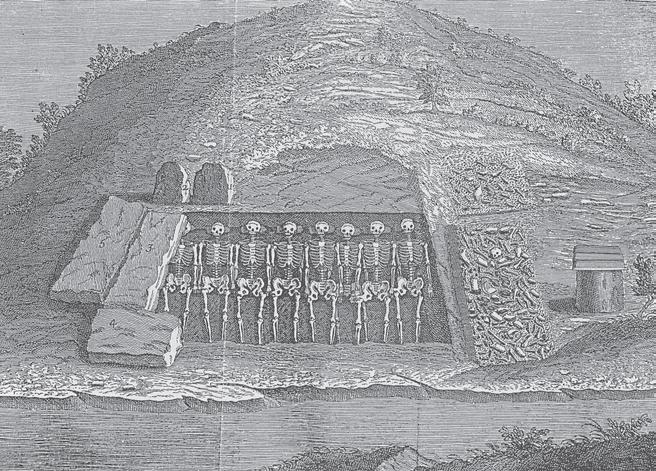
Zeichnung der Ausgrabung von Cocherel im Jahre 1685

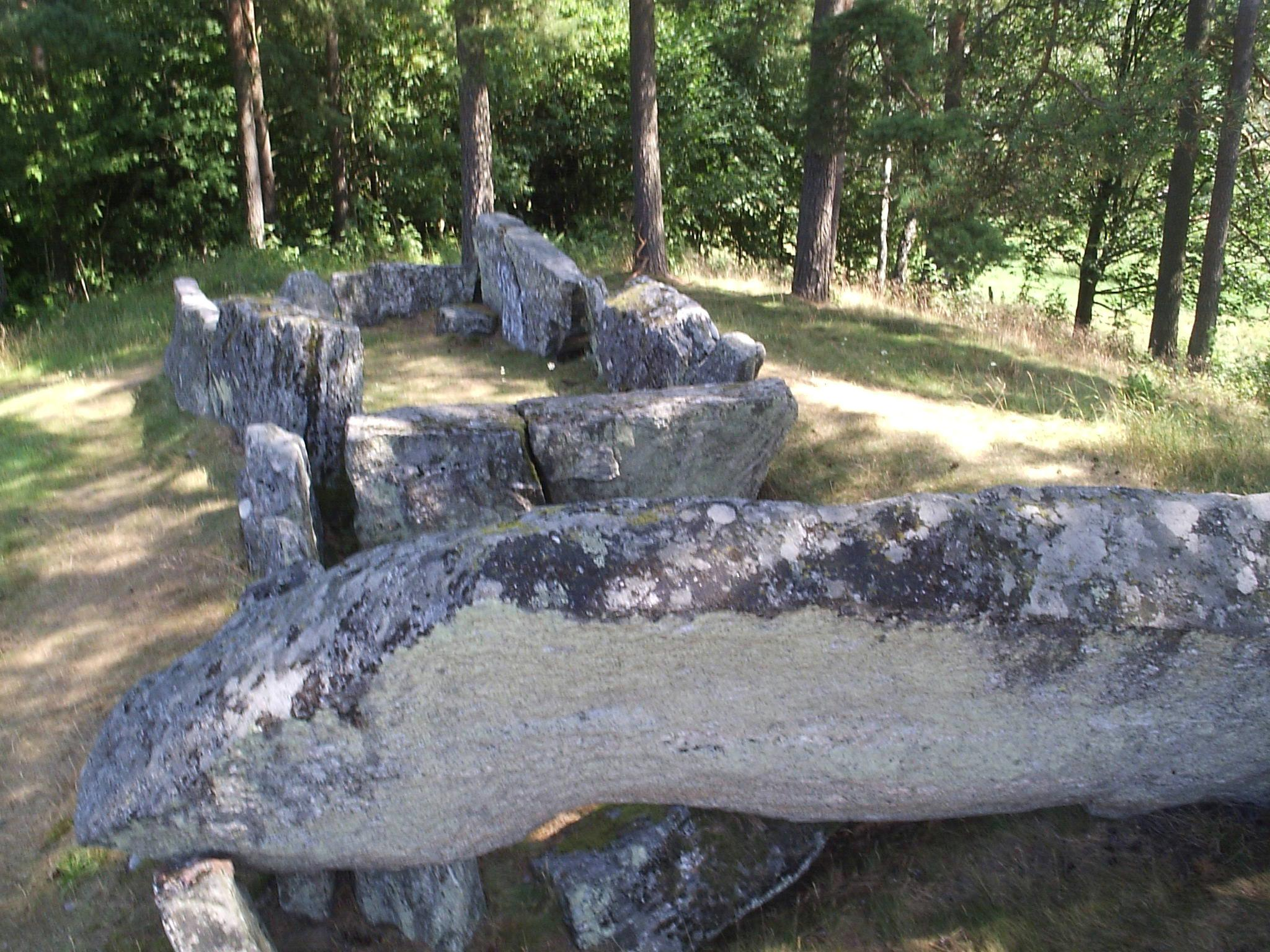
Steinkiste von Södra Härene auf dem Gräberfeld Jättakullen, Schweden

In Skandinavien wurden Bodendenkmäler schon früh beachtet. Bereits 1588 grub man einen Dolmen bei Roskilde aus. Im Jahre 1662 erhielt Uppsala einen Lehrstuhl für Altertumskunde. 1685 wurde in Houlbec-Cocherel in Nordfrankreich eine jungsteinzeitliche Grabkammer ausgegraben. Sie gilt als die älteste archäologische Grabung, weil hier 1722 der erste erhaltene Grabungsbericht erstellt wurde. Der Kieler Professor Johann Daniel Major führte um 1690 umfangreiche Ausgrabungen in Jütland durch und ließ zahlreiche Hügelgräber öffnen. Sein Ziel war es, die Herkunft der Einwohner der Halbinsel mit archäologischen Methoden zu klären.
Bernard de Montfaucons L’Antiquité expliquée erschien ab 1719. In zehn Bänden stellte er Kunstgegenstände aus dem Mittelmeerraum dar. Montfaucons Werk blieb für lange Zeit das Standardwerk.

### Mitte des 18. bis Mitte des 19. Jahrhunderts
Archäologische Forschungsmethoden setzten sich nun sukzessiv durch. Oftmals trafen einzelne Gelehrte schon früh bahnbrechende Schlussfolgerungen, die aber oft – da noch nicht zeitgemäß – unbeachtet blieben. Einer der Bahnbrecher war der französische Amateurarchäologe Jacques Boucher de Perthes, der als Erster prähistorische Artefakte richtig zuordnete, wofür ihm aber erst mehr als 20 Jahre später, durch die Bestätigung Charles Lyells (1797–1875), Anerkennung zuteilwurde. Eine wichtige Erkenntnis war die Entdeckung des stratigraphischen Prinzips. Bereits lange vorher war die Zusammengehörigkeit und somit Gleichaltrigkeit von Funden, die sich in einer Schicht befanden (beispielsweise ein Steinartefakt im Fundzusammenhang mit einer ausgestorbenen Tierart), immer wieder diskutiert, aber nicht allgemein akzeptiert worden.
Ein Modell, das in seinen Grundzügen noch heute gilt, wurde 1836 von Christian Jürgensen Thomsen veröffentlicht. Er war Kurator in Kopenhagen und erfand das „Dreiperiodensystem“, das die Vorgeschichte der Menschheit in drei Phasen einteilt: die Steinzeit, die Bronzezeit und die Eisenzeit. Etwa 30 Jahre später, um 1865, unterschied J. Lubbock die Steinzeit noch in die des geschlagenen und die des geschliffenen Steins. Die Begriffe „Paläolithikum“ (Altsteinzeit) und „Neolithikum“ („Neusteinzeit“ / Jungsteinzeit) waren geboren. Die Epochen sind in sich vielfach untergliedert, aber die damals gefundene Unterteilung gilt – mit Einschränkungen – bis heute.

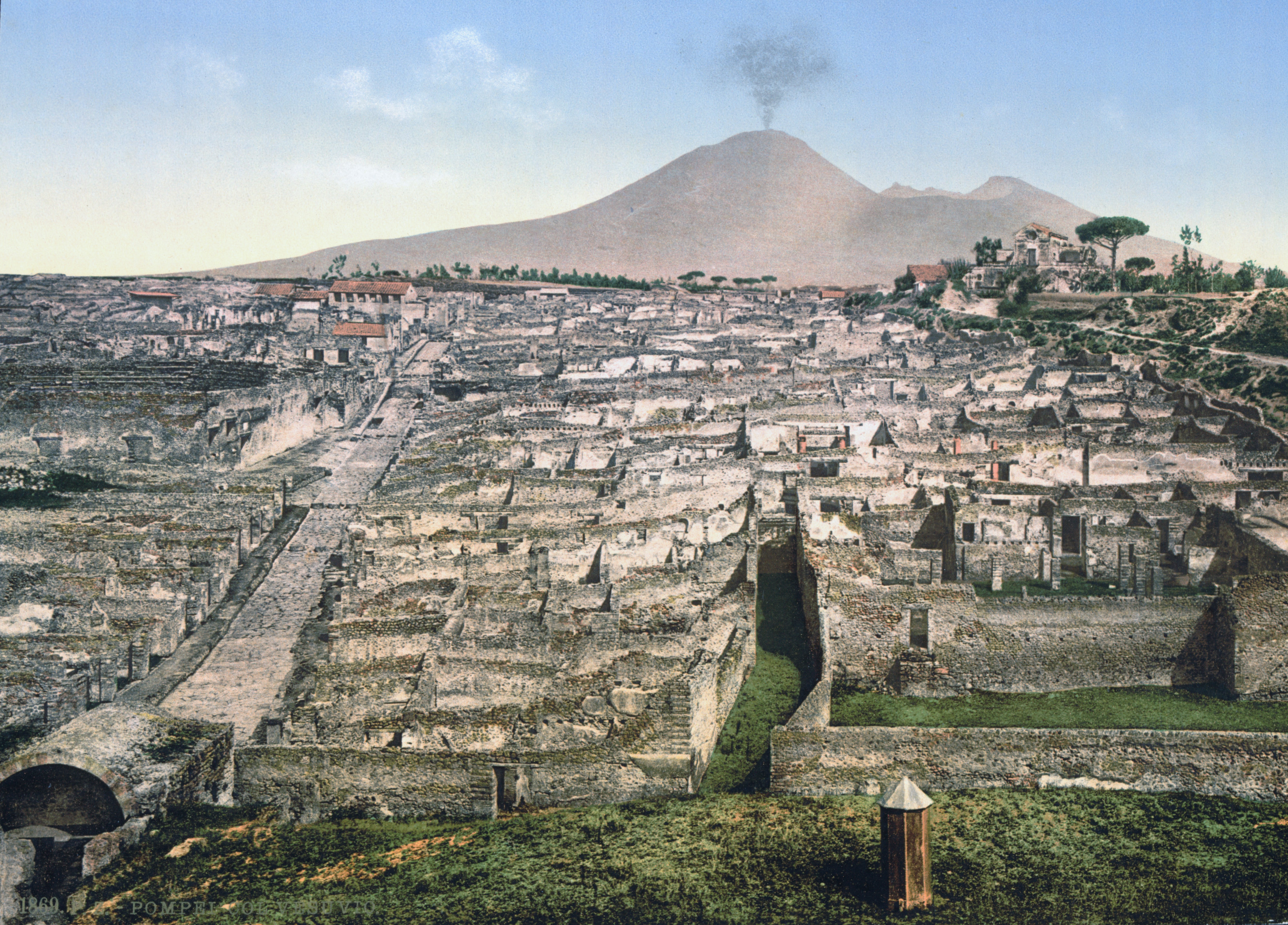
Pompeji und der Vesuv um 1900

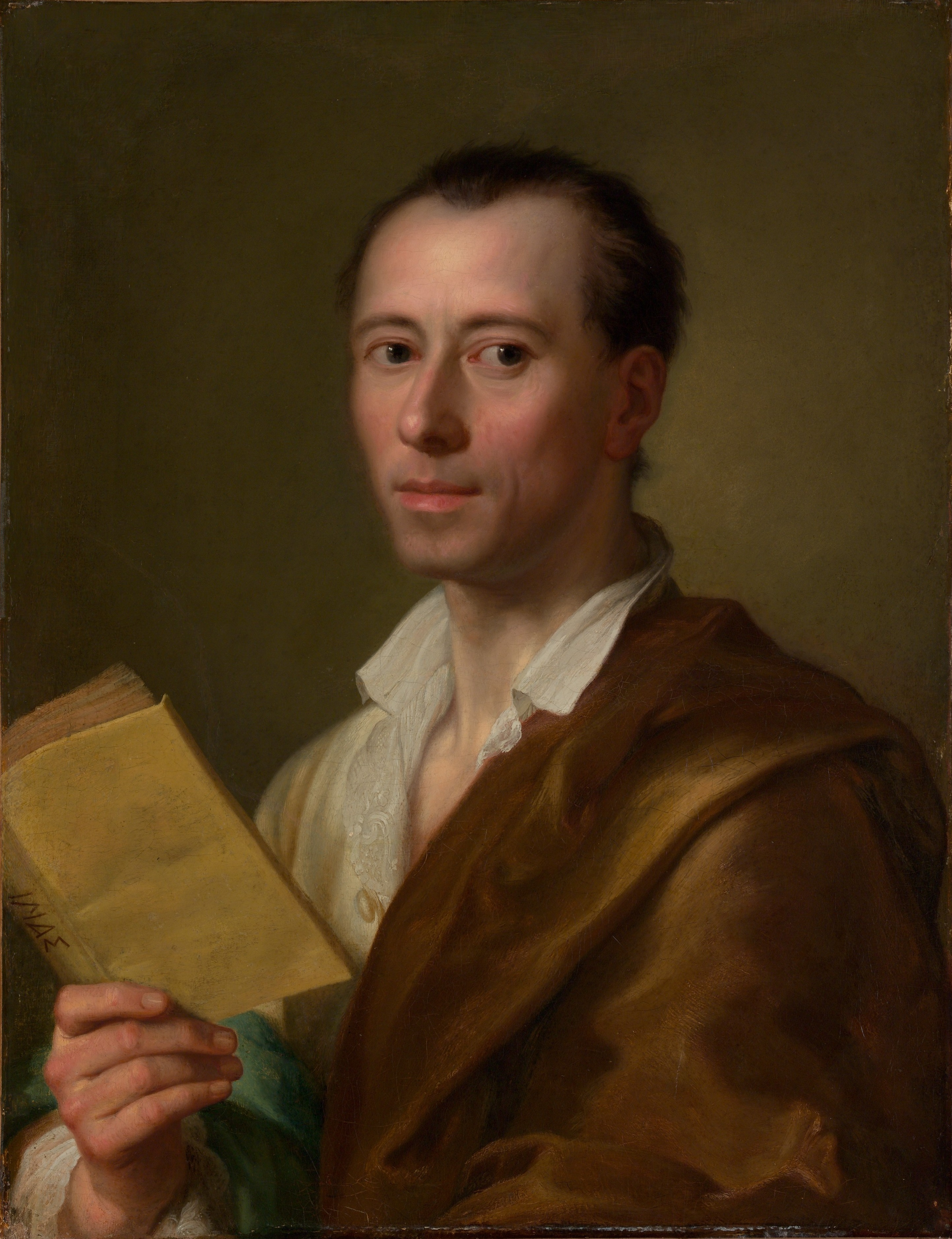
Johann Joachim Winckelmann – Porträt von Anton Raphael Mengs, 1755

Die ersten großen Ausgrabungen fanden in den antiken Städten Pompeji und Herculaneum statt. Beide waren laut einem Bericht des römischen Schriftstellers Plinius des Jüngeren am 24. August 79 nach Christus durch den Ausbruch des Vesuvs ausgelöscht worden. Pompeji wurde Ende des 16. Jahrhunderts beim Bau einer Wasserleitung wiederentdeckt. 1748 begannen die Grabungen. In Herculaneum wurde erstmals 1709 gegraben, 1738 ließ Karl III. von Neapel die Stadt gezielt ausgraben. 1768 konnte das Theater, die Basilika und die Villa dei Papiri freigelegt werden.
Mit seinem Sendschreiben von den Herculanischen Entdeckungen, der ersten archäologischen Publikation, begründete Johann Joachim Winckelmann 1762 die neue Wissenschaft der Archäologie und gilt seither als Vater der (Klassischen) Archäologie. Winckelmann war auch der Erste, der eine Periodisierung und geschichtliche Einordnung der griechischen Kunst versuchte. Seine Entwicklungsstufen (alter Stil – hoher Stil – schöner Stil – Stil der Nachahmer – Verfall der Kunst) sind durch die enthaltene Wertung jedoch überholt. Für die Verbreitung seiner Forschung und deren Rezeption in der zeitgenössischen Literatur und Kunst war der Göttinger Professor Christian Gottlob Heyne entscheidend, der mit Winckelmann korrespondierte, seine Schriften rezensierte und bekanntmachte und in seinen Vorlesungen verwendete. 1802 wurde an der Christian-Albrechts-Universität zu Kiel der erste Lehrstuhl für klassische Archäologie eingerichtet.
Die ägyptischen Baudenkmäler, allen voran die Pyramiden, waren bereits im Altertum beliebte Reiseziele (siehe Weltwunder). Im 17. Jahrhundert hatte sich die Erkenntnis durchgesetzt, dass es sich hierbei um Königsgräber handelt. Die Ägyptologie nahm mit Napoleon Bonapartes Ägypten-Feldzug 1798 ihren Anfang. In Begleitung des Heeres befanden sich auch Wissenschaftler. Von besonderer Bedeutung war der Fund des Steins von Rosette, der 1822 Jean-François Champollion die Entzifferung der Hieroglyphen ermöglichte.
Von besonderer Bedeutung für die ägyptische Archäologie ist Auguste Mariette (1821–1881), der ab 1858 als Direktor des ägyptischen Altertümerdienstes mehr als dreißig Fundstätten ausgrub. Seine Methoden waren brachial (beispielsweise Sprengladungen). Die Feststellung der Fundumstände und wissenschaftliche Auswertungen waren damals noch nicht festgelegt, aber er beendete die Ära der reinen Schatzsucher (so Giovanni Battista Belzoni, 1778–1823), die zuvor zahllose Funde nach Europa geschafft hatten. Mariette selbst hat seit 1850 rund 7000 Objekte nach Paris (Louvre) gebracht. Nun setzte er sich jedoch vehement dafür ein, dass Ägyptens Altertümer nicht mehr außer Landes verschleppt wurden. Zur Aufbewahrung der Funde gründete Mariette den Vorläufer des Ägyptischen Nationalmuseums in Kairo. Karl Richard Lepsius (1810–1884) erstellte zwischen 1842 und 1845 eine umfassende Aufnahme ägyptischer und nubischer Denkmäler. 1859 wurde das Ergebnis in den zwölf Bänden der Denkmaeler aus Aegypten und Aethiopien veröffentlicht, welche allein 894 Farbtafeln enthalten. Um die archäologische Erforschung Griechenlands machte sich um 1840 besonders Ludwig Ross verdient, der als erster systematische Ausgrabungen auf der Akropolis von Athen durchführte.

### Ab Mitte des 19. Jahrhunderts
Mitte des 19. Jahrhunderts entwickelte sich die Archäologie zunehmend zur Wissenschaft. Unterschieden sich die Ausgräber bisher nur unwesentlich von Schatzsuchern und Grabräubern, wurden nun die Grabungstechniken verfeinert, eine gute Dokumentation und exakte Einordnung der Funde wurden immer wichtiger.
Erst ab 1859 wurde das hohe Alter der Menschheit allgemein anerkannt. Im selben Jahr erschien Darwins Über die Entstehung der Arten. Der bereits 1856 entdeckte Fund des Neandertalers, der von Johann Carl Fuhlrott und Hermann Schaaffhausen vergeblich als eiszeitlich eingestuft wurde, konnte sich als solcher in Deutschland erst ab 1902 durchsetzen, als Rudolf Virchow starb, der als pathologische Autorität jede weiterführende Diskussion unterbunden hatte.
In Schweden entwickelte Oscar Montelius (1843–1921) ein System der differenzierten Typologie zur Einordnung (Periodisierung) von Fundstücken und schafft die Grundlage einer relativen Chronologie.
1853/54 wurden aufgrund eines ungewöhnlich niedrigen Wasserstandes bei Obermeilen am Zürichsee hölzerne Pfeiler, Steinbeile und Keramik entdeckt. Die Siedlung wurde von Ferdinand Keller untersucht. Lange Zeit glaubt man, bei diesen Feuchtbodensiedlungen habe es sich um Pfahlbauten im Wasser gehandelt. Ab den 1920er Jahren entspann sich eine heftige Diskussion um die Lage der Pfahlbauten. Es konkurrierten Ufer- und Wasserpfahlbauten. Heute weiß man, dass es Land- und Wasserpfahlbauten gab. Die neuen Untersuchungen in Hornstaad am Bodensee belegen Pfahlbauten im Wasser, bis zu 5 Meter vom Seeboden abgehoben. Rekonstruktionen (beispielsweise in Unteruhldingen am Bodensee) zeigen nicht nur die verschiedenen Lösungsvorschläge der Archäologie, sondern auch den aktuellen Forschungsstand nach den Befunden der Unterwasserarchäologie (Pfahlbaumuseum Unteruhldingen).
1846 beginnen die Ausgrabungen in Hallstatt. Die archäologische Erforschung der Kelten begann 1858, als Oberst Schwab die ersten Ausgrabungen in La Tène am Neuenburgersee (Schweiz) durchführte. 1872 wurde die Eisenzeit Europas erstmals in eine ältere Phase (Hallstattzeit) und eine jüngere Phase (Latènezeit) unterteilt.
Édouard Armand Lartet (1801–1871) untersuchte 1860 eine Fundstätte in den Pyrenäen (Massat) und fand dabei auch eine Geweihspitze mit eingraviertem Bärenkopf, der erste Fund jungpaläolithischer Kunst. Später grub er mehrere französische Höhlenfundplätze (Gorge d’Enfer, Laugerie-Haute, La Madeleine und Le Moustier) aus. Besondere Aufmerksamkeit erlangten die großartigen Höhlenmalereien, die 1879 in der Höhle von Altamira entdeckt wurden.
Die Entwicklung der Klassischen Archäologie in der zweiten Hälfte des 19. Jahrhunderts wurde von Heinrich Schliemann (1822–1890) dominiert. Der Geschäftsmann und „Hobbyarchäologe“ Schliemann gilt als Begründer der Vorgeschichtsarchäologie Griechenlands und des ägäischen Raumes. 1869 grub er auf Ithaka und 1871 begann er am Hisarlık Tepe zu graben. Dort vermutet er das Troja Homers und wird recht behalten, obwohl er sich in der Bauperiode selbst täuschte. Seine Ausgrabungsmethoden waren sehr umstritten, so mancher Fachmann hielt von Schliemanns Fähigkeiten nichts. Sein Ruhm stützt sich vor allem auf die wertvollen Funde (beispielsweise „Schatz des Priamos“). Seine Entdeckung prähistorischer (vorhomerischer) Kulturen und Siedlungen löste zahlreiche weitere Grabungen im ägäischen Raum aus. Lange unterschätzt wurden die durch ihn bewirkten methodischen Fortschritte, wie die Betonung der Stratigraphie oder der Einsatz der Fotografie als Mittel der archäologischen Dokumentation.
1892 erhielt der Gründer des Instituts für Ur- und Frühgeschichte an der Universität Wien, Moritz Hoernes, die erste das Gesamtgebiet der Prähistorischen Archäologie umfassende Lehrbefugnis Europas.

### 20. Jahrhundert

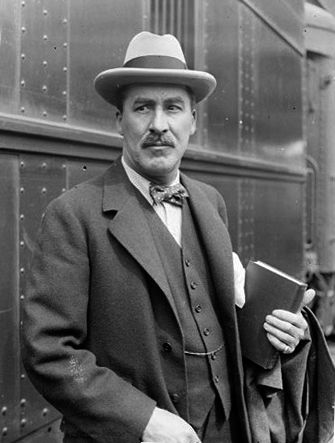
Howard Carter, 1924

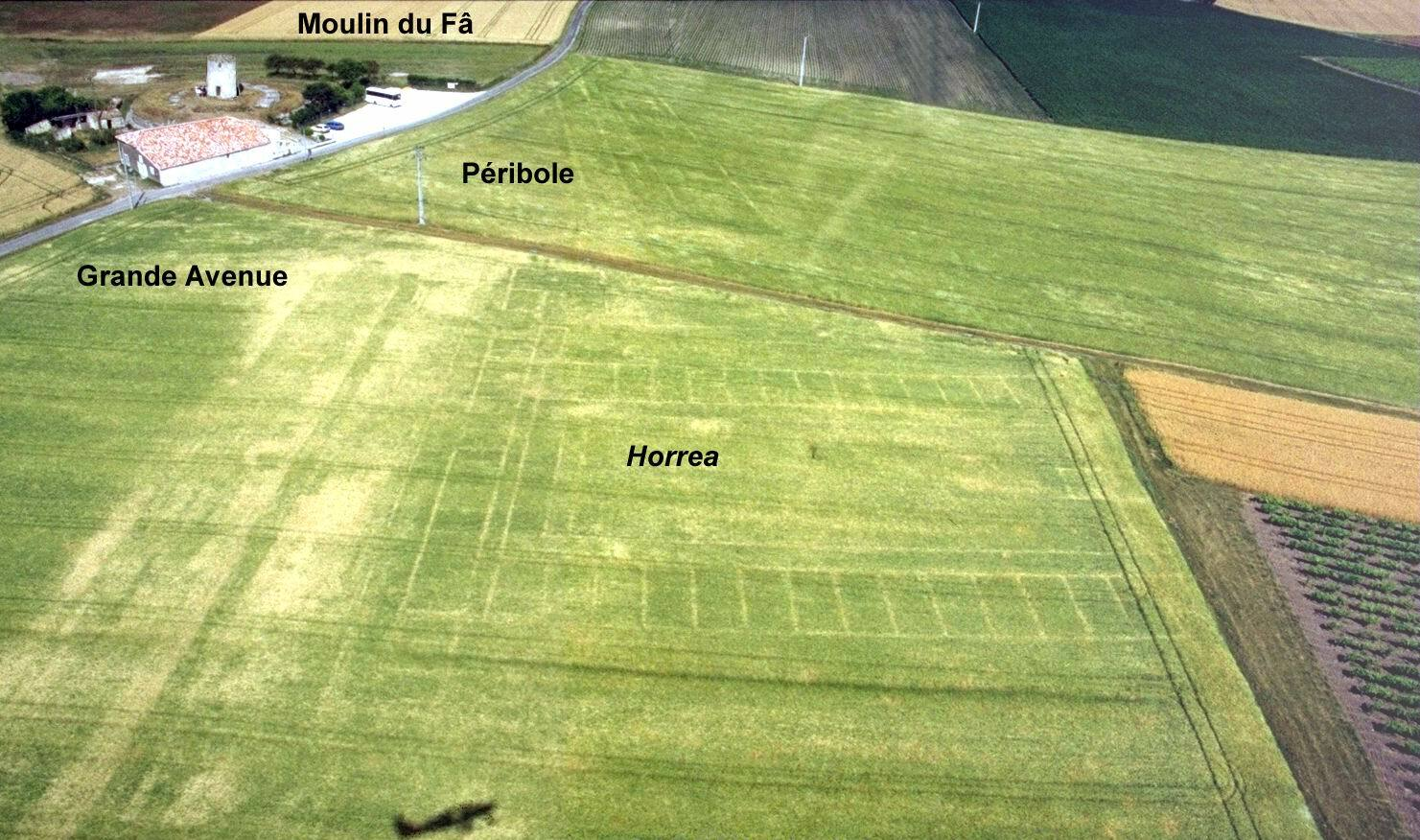
Luftbildarchäologie: Grundriss eines gallo-römischen Lagerhauses

In Ägypten leistete ab 1880 Sir William Matthew Flinders Petrie (1853–1942) als Forscher und Ausgräber Pionierarbeit. Ein Meilenstein der archäologischen Forschung sind seine Methoden und Ziele der Archäologie, die er 1904 veröffentlichte. Darin legte Flinders Petrie vier Prinzipien dar:
1. Sorgfalt im Umgang mit den Monumenten, die man ausgräbt und Rücksichtnahme auf potenzielle künftige Ausgräber
2. peinliche Sorgfalt bei der Ausgrabung und Registrierung jedes vorgefundenen Details
3. detaillierte und saubere Vermessung und Kartierung
4. komplette Veröffentlichung der Resultate

1913 erschien der erste Band des Handbuchs der Archäologie, Herausgeber war Heinrich Bulle (1867–1945). Als vorbildliche Grabung dieser Zeit galt die 1922 begonnene Ausgrabung des Gräberfeldes von Assini (Argolis), die von schwedischen Archäologen vorgenommen wurde. Der gesamte Aushub wurde gesiebt und eine erstklassige Grabungsdokumentation erstellt. Der berühmteste archäologische Fund des 20. Jahrhunderts gelang Howard Carter (1873–1939) im selben Jahr. Er fand nach sechsjähriger Suche das Grab des Tut-anch-Amun.
Pionier der Luftbildarchäologie war nach dem Ersten Weltkrieg der britische Pilot Osbert Crawford, er fotografierte vom Flugzeug aus archäologische Fundstätten in England.
Gustaf Kossinna (1858–1931) stellte 1920 seine siedlungsarchäologischen Methoden vor. Seine Interpretationen, die den Germanen eine überragende kulturelle Bedeutung zuschrieben, dienten dem Nationalsozialismus als Beweis für die Überlegenheit der Germanen und der arischen Rasse. Die Diskreditierung in der Nachkriegszeit führte dazu, dass auf Jahrzehnte eine Anbindung archäologischer Funde an ethnische Gruppen obsolet war.
Die erste ordentliche Professur wurde 1927 in Marburg geschaffen und im folgenden Jahr mit Gero Merhart von Bernegg aus Bregenz besetzt. Er hatte sich 1924 mit Die Bronzezeit am Jenissei habilitiert. Bei ihm promovierten bis zu seiner Zwangspensionierung durch die Nationalsozialisten im Jahr 1942 29 Studenten, nach dem Krieg kamen fünf weitere hinzu. Ab 1950 dominierte in Deutschland die Marburger Schule, die diese Akademiker bildeten. Gero von Merhart, wie er meist genannt wird, legte das Fach auf strenge Erfassung, Systematisierung und Katalogisierung fest und mied weitgehend die kulturgeschichtliche Deutung.
Thor Heyerdahl fuhr 1947 mit einem Floß von Südamerika nach Polynesien und wird als einer der Begründer der Experimentellen Archäologie betrachtet.
Seit dem 20. Jahrhundert greift die Archäologie vermehrt auf naturwissenschaftliche Methoden zurück. Dazu gehören die 1949 entwickelte Radiokarbonmethode zur Datierung von organischen Stoffen und die Strontiumisotopenanalyse zur Erforschung der Wanderbewegungen der ur- und frühzeitlichen Menschen. Auch Methoden der Fernerkundung wurden immer stärker bei archäologischen Forschungen angewandt. Die Archäologie hat sich zur Verbundwissenschaft entwickelt. Die Erforschung der 1991 in den Ötztaler Alpen gefundenen vorgeschichtlichen Leiche (Similaun-Mann/Ötzi) ist hierfür beispielhaft. Mit Hilfe der DNA-Analyse konnten weltweit erstmals die Verwandtschaftsbeziehungen von 40 Individuen aus einer bronzezeitlichen Begräbnisstätte in der Lichtensteinhöhle rekonstruiert werden.
Die New Archaeology der 1960er Jahre brachte die Forderung, Erkenntnisse aus Lebenswissenschaften in die Archäologie einzuführen. Das Konzept der Tragfähigkeit stammt aus der Ökologie und wurde angewandt, um Fragen von Bevölkerungsdichte und Siedlungsentwicklung zu untersuchen. Optimal Foraging konnte Reaktionen auf Klimaveränderungen gleichermaßen erklären, wie jahreszeitliche Wanderungen und Landnutzungsformen. Zudem wurden mathematische Simulationen und Modellbildungen und computergestützte Geoinformationssysteme als Methoden in die Archäologie eingebracht. Die New Archaeology war besonders im angelsächsischen Kulturraum stark entwickelt und konnte sich im deutschen Sprachraum nie durchsetzen. Als Grund gilt, dass in der angelsächsischen Tradition die Archäologie traditionell zur Anthropologie gehört, nicht zu den Geschichts- oder Kulturwissenschaften.
Als Antwort auf die New Archaeology entstand in den 1980er Jahren die Postprozessuale Archäologie, die Methoden aus den Kultur- und Sozialwissenschaften stärker in den Vordergrund rückte. Ein Kernbegriff ist die aus der Soziologie stammende Agency, die Handlungsmotive und -optionen betrachtet. Berücksichtigt man zusätzlich die inhärente Subjektivität jeglicher Interpretation einer Kultur, von der nur die materiellen Artefakte erhalten sind, setzen postprozessuale Archäologen auf hermeneutische einerseits und selbstreflektierende Praktiken andererseits. Heutige Nachfahren der zu untersuchenden Kulturen werden gleichermaßen in die Arbeit der Archäologen einbezogen, wie bislang vernachlässigte soziale Perspektiven.

### 21. Jahrhundert
Zusammen mit anderen Gedächtnisinstitutionen sind archäologische Funde und Ausgrabungsstätten das besonders sensible kulturelle Gedächtnis und oft wirtschaftliche Grundlage (zum Beispiel Tourismus) eines Staates, einer Kommune oder einer Region. Gerade archäologische Funde und Ausgrabungsstätten haben auch politische Brisanz und sind in vielen bewaffneten modernen Konflikten des 21. Jahrhunderts als Teil des kulturellen Erbes eines der Primärziele und damit von Zerstörung und Plünderung bedroht. Oft soll dabei das kulturelle Erbe des Gegners nachhaltig beschädigt oder gar vernichtet werden beziehungsweise werden dabei archäologische Funde gestohlen und verbracht. Internationale und nationale Koordinationen hinsichtlich militärischer und ziviler Strukturen zum Schutz von archäologische Funde und Ausgrabungsstätten betreibt das Internationale Komitee vom Blauen Schild mit Sitz in Den Haag. Umfangreiche Missionen dazu gab es zum Beispiel 2011 in Ägypten und in Libyen, 2013 in Syrien, 2014 in Mali bzw. im Irak und seit 2015 im Jemen.

## Fachgebiete
Archäologie ist ein Sammelbegriff vieler archäologischer Disziplinen, welche meist bestimmte Zeitabschnitte oder Regionen bezeichnen. Die einzelnen Disziplinen unterscheiden sich nicht nur im behandelten Forschungsgegenstand, sondern auch in den verwendeten Methoden, zum Beispiel bei der Unterwasserarchäologie. Daneben bilden archäologische Methoden einen Teilaspekt einer eigenständigen Wissenschaft, beispielsweise in der Forensik. In Fächern wie der Altamerikanistik oder auch der Klassischen Archäologie können die inhaltlichen Schwerpunkte nicht-archäologischer Natur sein.

### Nach Epochen und Regionen
Die Disziplinen der Archäologie unterscheiden sich thematisch, zeitlich und räumlich. Dementsprechend unterschiedlich sind die Quellen derer sie sich bedienen. Während in der Prähistorischen Archäologie keine oder sehr spärlich schriftliche Quellen vorliegen und man sich vorwiegend auf die materiellen Hinterlassenschaften dieses Zeitabschnitts beruft, können andere archäologische Fachrichtungen zusätzlich Schriftquellen auswerten.
- Prähistorische Archäologie oder Vor- (Ur-) und Frühgeschichte

Die Prähistorische Archäologie befasst sich mit einem Zeitraum, welcher mit den ersten Steingeräten vor etwa 2,5 Millionen Jahren beginnt und mit der Frühgeschichte (Völkerwanderungszeit, Römische Kaiserzeit, frühes Mittelalter) und den ersten Schriftquellen endet.
- Provinzialrömische Archäologie

Dieses Spezialgebiet ist in der Schnittstelle zwischen der Ur- und Frühgeschichte und der Klassischen Archäologie angesiedelt. Mit den Methoden der Ur- und Frühgeschichte sind die römischen Provinzen Ziel der Forschung.
- Klassische Archäologie

Der Schwerpunkt der Klassischen Archäologie liegt in den Hinterlassenschaften der antiken Welt. Genauer der Griechen, Etrusker und Römer in historischer Zeit (etwa zwischen dem 2. Jahrtausend v. Chr. und dem 5. Jahrhundert n. Chr.). Zur Klassischen Archäologie zählen auch die Etruskologie und die Ägäische Vorgeschichte, die sich mit kykladischen, minoischen und mykenischen Funden befasst.
- Mittelalterarchäologie oder Archäologie des Mittelalters

Die Mittelalterarchäologie beginnt fließend mit dem Ende der Frühgeschichte (etwa 9. Jahrhundert) und endet theoretisch mit dem Übergang zur Neuzeitarchäologie (ca. 16. Jahrhundert). Im Unterschied zur prähistorischen Archäologie arbeitet sie in einem Zeitraum, über den in zunehmendem Maße auch Schriftquellen vorliegen. Zudem ist häufig aufgehender Baubestand vorhanden, den die Archäologie des Mittelalters mit den Methoden der historischen Bauforschung (Bau- oder Monumentenarchäologie) untersucht.
- Neuzeitarchäologie mit der Industriearchäologie

- Historische Archäologie

Historische Archäologie ist ein Begriff, der die Parallelüberlieferung von materiellen archäologischen Quellen und schriftlicher Überlieferung umschreibt. Er wird einerseits pragmatisch für die Archäologie des Mittelalters und der Neuzeit oder nur die der Neuzeit verwendet. Im methodologisch-phänomenologischen Sinne zielt er andererseits weltweit auf Kulturen bzw. Epochen mit sogenannter dichter (schriftlicher) Überlieferung ab.
Die nachfolgenden Disziplinen stellen geografische Schwerpunkte dar:
- Ägyptologie

Die Ägyptologie befasst sich mit dem antiken Ägypten (etwa 5. Jahrtausend v. Chr. bis 4. Jahrhundert n. Chr.). Die Koptologie, welche die Kultur der frühen Christen in Ägypten untersucht, ist ein Teilbereich der Ägyptologie.
- Vorderasiatische Archäologie

Dieses Fachgebiet geht aus der überwiegend philologisch ausgerichteten Altorientalistik hervor und widmet sich den alten Kulturen des Nahen Ostens, im Wesentlichen das Gebiet der Türkei, des Iraks, Irans, Syriens, Libanons, Israels und Jordaniens (Babylon, Assyrien, Sumer, Akkad, Elam, Hethiter und Urartu), aber auch mit den Nachfolgestaaten. Der untersuchte Zeitraum reicht vom 11. Jahrtausend v. Chr. bis zum 7. Jahrhundert n. Chr. Die Vorderasiatische Archäologie steht in enger Verbindung zur Biblischen Archäologie, welche die Siedlungs- und Kulturgeschichte Palästinas erforscht und der Ägyptologie, da in manchen Epochen Ägypten das Gebiet des heutigen Israel und Libanon beherrschte, sich zu anderen Zeiten orientalische Reiche Ägypten einverleibten.
- Ägäische Archäologie

Die Forschung konzentriert sich auf die bronzezeitliche minoische, mykenische und kykladische Kultur in der Ägäis. Sie ist Teil der Klassischen Archäologie sowie auch der Vor- (Ur-) und Frühgeschichte. Diese Kulturen zählen zu den ersten Hochkulturen Europas.
- Archäologie der Neuen Welt, ein Teilgebiet der Altamerikanistik

### Spezialgebiete

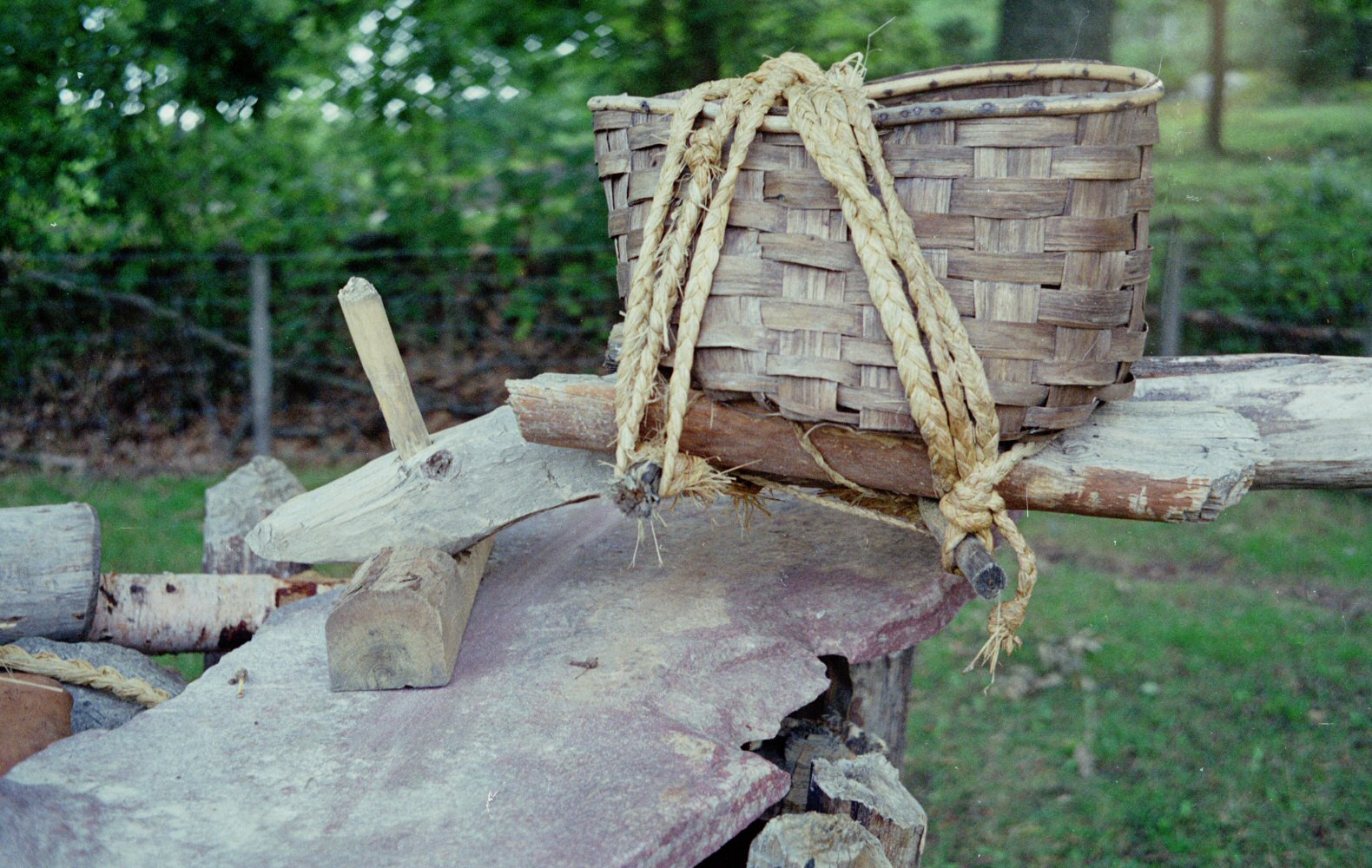
Experimentelle Archäologie: Nachbau von Alltagsgegenständen mit den damaligen Arbeitstechniken

Nach Phasen und Aspekten der kulturellen Entwicklung
- Primatenarchäologie (früheste Phase der Menschheit, erste Werkzeuge)
- Siedlungsarchäologie (ab der Jungsteinzeit)
- Montanarchäologie (Bergbau und Hüttenwesen, ab der Bronzezeit)
- Christliche Archäologie (vor allem Spätantike)
- Kirchenarchäologie
- Rechtsarchäologie (vor allem Mittelalter)
- Industriearchäologie

Nach besonderen Fundplätzen
- Gletscherarchäologie
- Küstenarchäologie
- Schlachtfeldarchäologie (Zeithorizont: Bronzezeit bis 20. Jahrhundert)
- Stadtarchäologie (Grabungen in heutigen Städten)
- Trassenarchäologie (entlang von Bahn-, Kanal-, Leitungs- und Straßenbaumaßnahmen)
- Unterwasserarchäologie

Besondere Untersuchungsgegenstände
- Bauarchäologie (Häuser)
- Musikarchäologie (Musikinstrumente)
- Textilarchäologie (Kleidung)

Besondere Fragestellungen
- Umweltarchäologie (Frage nach den Mensch-Umweltbeziehungen in der Vergangenheit)
- Kognitive Archäologie (Frage nach dem damaligen Bewusstsein)
- Archäologische Geschlechterforschung (Frage nach den damaligen Rollen der Geschlechter)

Besondere Methoden
- Archäoinformatik (Einsatz moderner Datenverarbeitung)
- Archäometrie (Einsatz moderner naturwissenschaftlicher Methoden)
- Geoarchäologie (Einsatz geowissenschaftlicher Methoden)
- Luftbildarchäologie
- Experimentelle Archäologie

Hilfswissenschaften
- Archäozoologie und Archäobotanik (Schnittstelle zur Biologie)

Analyse von Tierknochen-, Pollen- und Pflanzenfunden, um die Umweltbedingungen zu rekonstruieren. Zu den Untersuchungsobjekten gehören Bodenproben ebenso wie Mageninhalte, Abfallgruben und Latrinen.
- Paläopathologie (Schnittstelle zur Medizin)

Paläopathologen führen medizinische Untersuchungen an menschlichen Knochen und Geweben durch, um Alter und Geschlecht der Individuen zu bestimmen und auf ihren Gesundheitszustand zu schließen. Die Paläopathologie ermöglicht Erkenntnisse über Lebensbedingungen, Ernährungsgewohnheiten und Krankheiten. Des Weiteren sind Rückschlüsse auf die medizinische Versorgung und den sozialen Zusammenhalt unserer Vorfahren möglich.
- Archäoastronomie oder Astroarchäologie, auch Paläoastronomie (Schnittstelle zur Astronomie)

Zur Analyse prähistorischer Kultstätten wird die Archäoastronomie benötigt. Beispielsweise werden die Sonnwendpunkte einer bestimmten Zeit berechnet, um die mögliche astronomische Bedeutung von Fundstätten zu erschließen.
- Historische Bauforschung (Schnittstelle zur Architektur)

### Nachbardisziplinen
- Geschichtswissenschaft
- Anthropologie
- Paläontologie
- Geophysik
- Numismatik
- Epigraphik
- Paläographie
- Philologie
- Historische Klimatologie und Paläoklimatologie

## Forschungsmethoden
Archäologische Forschungsmethoden gliedern sich in solche der Quellenerschließung und solche der Interpretation.
In der Öffentlichkeit wird meist nur die Erschließung der Quellen zur Kenntnis genommen.
Zur Quellenerschließung zählt auch die typologische und chronologische Auswertung.
Erst nach der Quellenerschließung und Aufbereitung folgt die historische Interpretation.

#### Ausgrabung

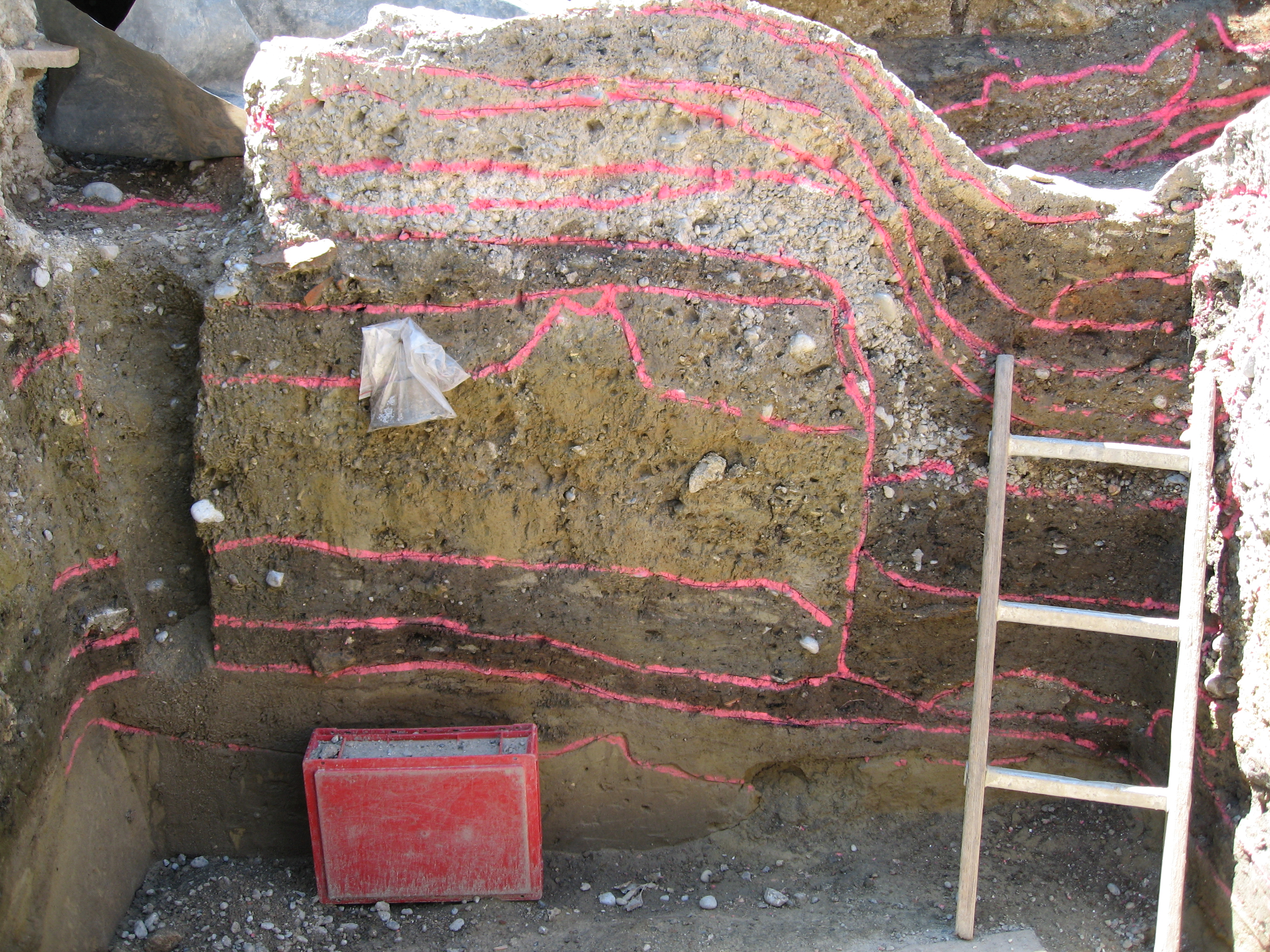
Beispiel eines archäologischen Profils (Augsburg, Inneres Pfaffengässchen)

#### Altersbestimmung

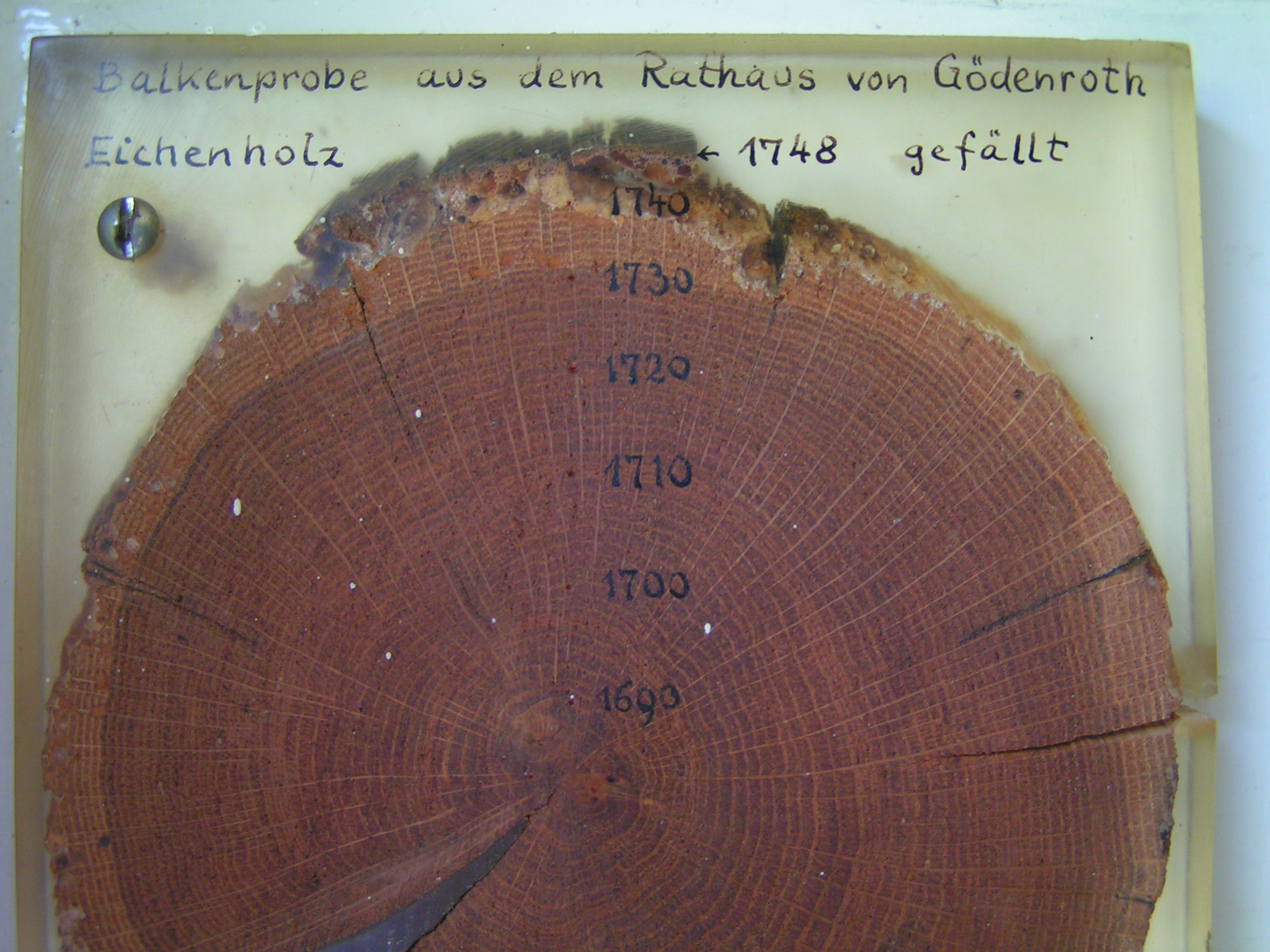
Dendrochronologie: Zur Datierung von Holz dient ein „Kalender“ der Jahresringe.